# Хрватскословенски језик
Хрватскословенски језик или хрватска верзија старославенског језика написана је у угластој глагољици.
Почетак хрватске глагољске традиције је датум 18. марта 1248. године, када папа Инокентије IV шаље поруку из Лиона бискупу Сењске бискупије (дио загребачке надбискупије), чиме је благословио изведбу славенског богослужја у овој бискупији. Територијално ширење хрватске глагољске традиције обухваћа Истру, Далмацију и Лику у унутрашњости.
Сигурно је на хрватску глагољску књижевну традицију директно утицала Чешка. У све три познате хрватске глагољашке бревиаре спомиње се служба или сјећање на чешког светеца Вацлава. Присуство Вацлава у бревиари је извесност за активност хрватско-глагољског у манастиру Емуски у Прагу за вријеме Карло IV, цар Светог римског царства.